# Corticivora
Corticivora là một chi bướm đêm thuộc phân họ Olethreutinae, họ Tortricidae Tortricidae.

## Các loài
- Corticivora chica Brown, 1984
- Corticivora clarki Clarke, 1951
- Corticivora parva Brown, 1984
- Corticivora piniana (Herrich-Schffer, 1851)